# Makrosporangium

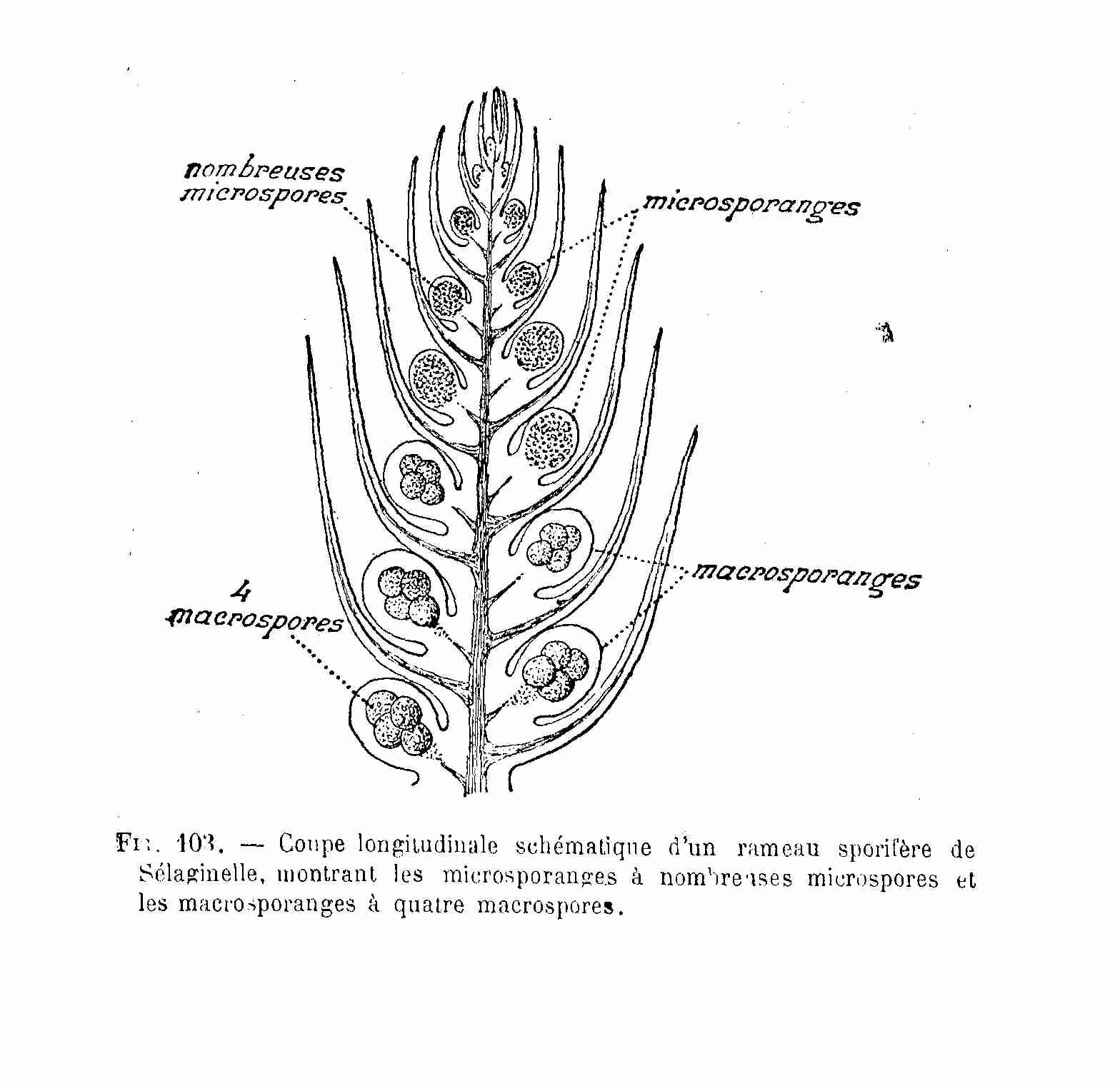
Kłos zarodnionośny widliczki; w górze mikrosporangia, w dole makrosporangia

Makrosporangium, megasporangium – jeden z dwóch typów zarodni obecny u roślin różnozarodnikowych. Powstają w nim nieliczne lub wręcz pojedyncze zarodniki zwane makrosporami, z których z kolei rozwijają się przedrośla wytwarzające tylko żeńskie narządy – rodnie, a w nich komórki jajowe. Makrosporangia są zwykle większe od mikrosporangiów. Wyrastają na liściach zwanych makrosporofilami, często zmodyfikowanych i odmiennych od innych liści.
Makrosporangia występują u widłaków różnozarodnikowych, u paproci z rzędu salwiniowców, u nagonasiennych i okrytonasiennych. U okrytonasiennych funkcję megasoprangium pełni ośrodek w zalążku.